# Over the Garden Wall (1950)
Over the Garden Wall é um filme de comédia produzido no Reino Unido, dirigido por John E. Blakeley e lançado em 1950.